# Valentine de Sainte-Aldegonde
Marie Valentine Joséphine de Sainte-Aldegonde, duchesse de Dino, née à Paris le 29 mai 1820 et morte le 23 septembre 1891, est une aristocrate française, personnalité de la monarchie de Juillet et du Second Empire.

## Biographie
Elle nait à Paris, unique enfant du comte Charles Camille de Sainte-Aldegonde et de la comtesse, née Adélaïde Joséphine de Bourlon de Chavange, veuve en premières noces du maréchal Augereau, duc de Castiglione.
Elle est la petite-fille de Pierre François Balthazar de Sainte-Aldegonde, député de la noblesse du Bailliage d'Avesnes sur Helpe aux Etats-généraux de 1789.
Elle hérite du château de Beauregard (Loir et Cher), qu'elle vend en 1854.

### Mariage et descendance
Au château de Beauregard à Cellettes (Loir-et-Cher), propriété de sa mère, elle épouse, le 8 octobre 1839, Alexandre-Edmond de Talleyrand-Périgord, 3e duc de Dino (1813-1894), fils d'Edmond de Talleyrand-Périgord, 2e duc de Dino, et de sa première épouse, Dorothée de Biron Courlande. Le couple eut six enfants dont quatre survécurent : 
- Clémentine Marie Wilhelmine de Talleyrand Périgord (1841-1881), mariée à Sagan le 20 janvier 1860 avec le comte Alexandre Orlovsky (1816-1893), dont postérité ;
- Charles Maurice Camille de Talleyrand Périgord (1843-1917), 4e duc de Dino, 2e marquis de Talleyrand, marié en 1867 avec Elisabeth Beer Curtis (divorcés), puis en 1887 avec Adèle Sampson (divorcés), dont une fille du premier mariage ;
- Elisabeth Alexandrine Florence de Talleyrand Périgord (1844-1880), mariée en 1863 avec le comte Hans d'Oppersdorff (1832-1877), dont postérité ;
- Archambault Anatole Paul de Talleyrand Périgord (1845-1918), 3e marquis de Talleyrand, marié en 1876 avec Marie de Gontaut Biron (1847-1923), fille du comte Elie de Gontaut Biron, ambassadeur de France, dont postérité[1].

### Liaison avec Anatole Demidoff
Dès avant son mariage avec la princesse Mathilde, le richissime magnat russe Anatole Demidoff avait été un admirateur passionné de Valentine de Dino; il avait assisté à son mariage en 1839 et lui avait offert une parure de diamants dont l'importance aurait dû inquiéter le duc de Dino. Il avait interrompu cette liaison lors de ses fiançailles en 1840, mais la reprit dès son premier séjour à Paris après son mariage.
Il parvint à attirer à Florence (Italie), Valentine de Dino, qui s'y fixa auprès de lui en 1845 et s'affichait à ses côtés sans que le duc de Dino parût en prendre ombrage.
Lors d'un bal costumé, la princesse Mathilde Bonaparte, princesse Demidoff, excédée, insulta sa rivale : Demidoff administra alors à son épouse une paire de gifles qui donna le signal de leur rupture.
Elle est inhumée au cimetière du Père-Lachaise (59e division).